# Пуленројт
Пуленројт (њем. Pullenreuth) општина је у њемачкој савезној држави Баварска. Једно је од 26 општинских средишта округа Тиршенројт. Према процјени из 2010. у општини је живјело 1.853 становника. Посједује регионалну шифру (AGS) 9377148.

## Географски и демографски подаци
Пуленројт се налази у савезној држави Баварска у округу Тиршенројт. Општина се налази на надморској висини од 542 метра. Површина општине износи 43,2 km². У самом мјесту је, према процјени из 2010. године, живјело 1.853 становника. Просјечна густина становништва износи 43 становника/km².

## Међународна сарадња
| Мјесто | Држава | Врста сарадње | Од    |
| ------ | ------ | ------------- | ----- |
|        | Чешка  | пријатељство  | 1995. |
| Извор  |        |               |       |